# Theganopteryx propinqua
Theganopteryx propinqua är en kackerlacksart som beskrevs av Kumar och Karlis Princis 1978. Theganopteryx propinqua ingår i släktet Theganopteryx och familjen småkackerlackor. Inga underarter finns listade i Catalogue of Life.